# Веспер (коктейль)

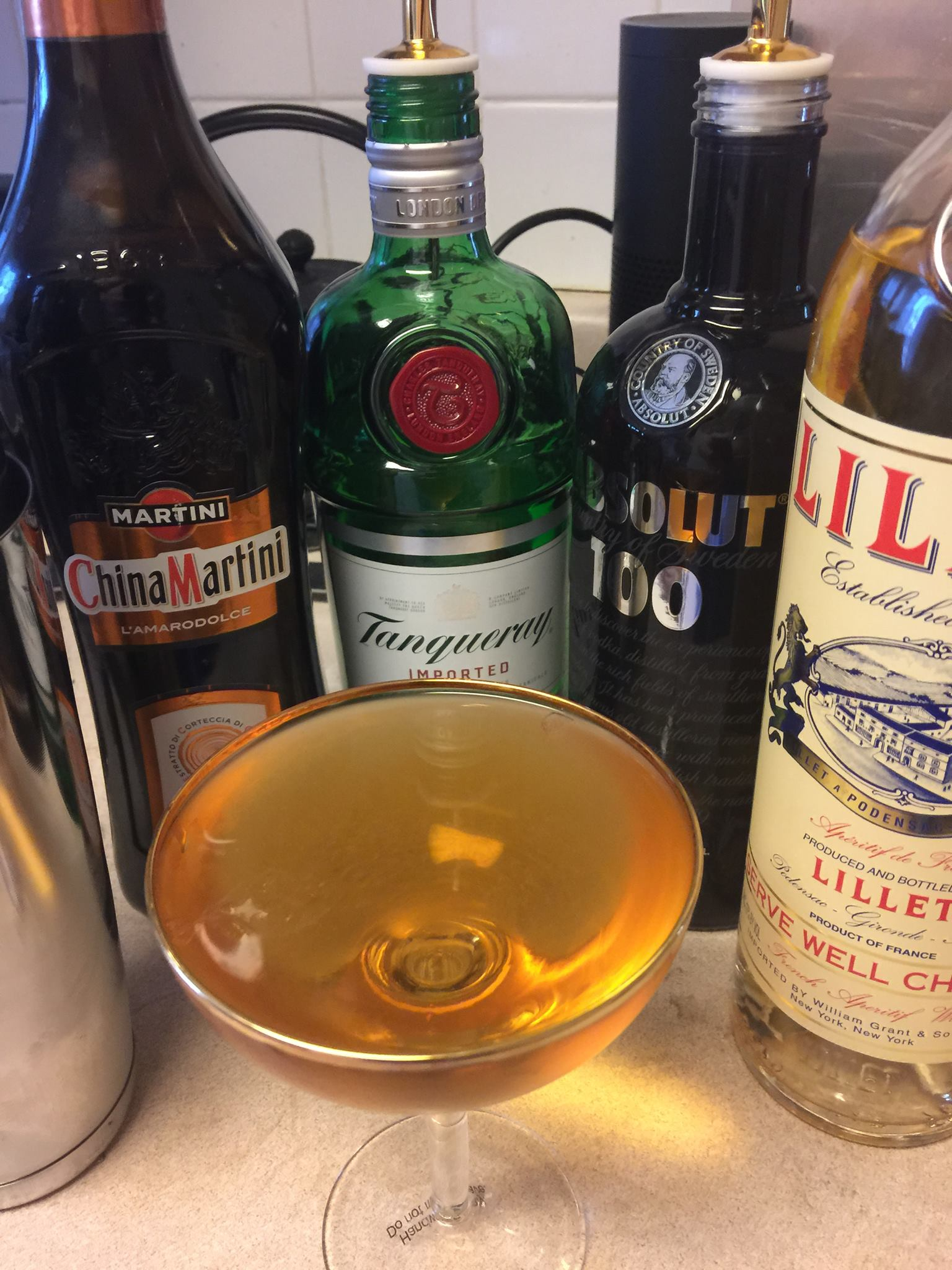
Коктейль Vesper

Веспер (англ. Vesper) — коктейль Джеймса Бонда складається з джина, горілки і світлого французького аперитивного вина Кіна Ліле. Класифікується як аперитив. Належить до офіційних напоїв Міжнародної асоціації барменів (IBA), категорія «Напої нової ери» (англ. New Era Drinks).

## Спосіб приготування
Склад коктейлю «Vesper»:
- джин — 60 мл (6 cl),
- горілка — 15 мл (1,5 cl),
- вино Кіна Ліле — 7,5 мл (0,75 cl).